# PSFK Czernomorec Burgas
PFK Czernomorec Burgas – bułgarski klub piłkarski z siedzibą w Dolnym Ezerewie, na przedmieściach Burgasu, działający w latach 2005–2015.

## Historia
Klub pierwotnie nazywał się Czerweno Zname. W październiku 2005 roku władze Burgasu odmówiły przedłużenia Czernomorcowi Burgas, grającemu również w trzeciej lidze, a w przeszłości w ekstraklasie, licencji na użytkowanie stadionu w tym mieście. Tym samym na wolnym obiekcie swoje spotkania mogli rozgrywać zawodnicy Czerweno Zname. Wówczas właśnie klub zmienił siedzibę i nazwę na Czernomorec 919.
Klub założony został przez osoby, które na początku lat 90. budowały siłę Neftochimika Burgas. Prezesem Czernomorca 919 był główny sponsor Neftochimika Christo Portoczanow, trenerem - Dimityr Dimitrow, dla którego praca w Neftochimiku, okraszona awansem do ekstraklasy, była początkiem szkoleniowej kariery, a o sile klubu stanowią piłkarze: Todor Kiseliczkow i Mitko Trendafiłow, mający za sobą występy w barwach wicemistrza Bułgarii z sezonu 1996/1997 i finalisty Pucharu Bułgarii 2000.
Klub został zgłoszony do rozgrywek III ligi w sezonie 2005/2006 (1. miejsce, na 30 meczów, 29 wygranych, jeden remis oraz 122 zdobyte gole, oraz 9 straconych goli), a w sezonie 2006/2007 awansował do ekstraklasy bułgarskiej.
W 2015 roku klub został rozwiązany.

## Sukcesy
- Awans do II ligi bułgarskiej: 2006
- Awans do ekstraklasy bułgarskiej: 2007

## Trenerzy
- 2005–2006:  Dijan Petkow
- 2006–2008:  Dimityr Dimitrow
- 2008–2010:  Krasimir Bałykow
- 2011:  Anton Wełkow
- 2011:  Georgi Wasilew
- 2011–2014:  Dimityr Dimitrow
- 2014:  Todor Kisiełiczkow
- 2014–2015:  Nedełczo Matuszew